# نفس (ترانه بیانسه)
«نفس» یا «ایگو» (به انگلیسی: Ego) تک‌آهنگی از هنرمند اهل ایالات متحده آمریکا بیانسه است که در سال ۲۰۰۹ میلادی منتشر شد. این تک‌آهنگ در آلبوم من...ساشا فیرس هستم قرار داشت.
این تک‌آهنگ در چارت‌های جزو ده ترانه اول قرار گرفت.